# Kamna Gorca
Kamna Gorca este o localitate din comuna Rogaška Slatina, Slovenia, cu o populație de 92 de locuitori.